# Banco Nacional de Bolivia
O Banco Nacional de Bolívia (abreviado como BNB) é um banco e instituição financeira boliviana com sede em Sucre, Bolívia. Fundado em 1871, é um dos bancos mais antigos da Bolívia. É também o segundo maior banco do país em ativos totais.
O BNB é uma instituição financeira de serviço completo que fornece uma gama de produtos e serviços financeiros a uma base diversificada de clientes individuais e corporativos em todos os nove departamentos da Bolívia, incluindo contas de poupança, cartões de crédito, hipotecas, empréstimos comerciais e gestão de investimentos. O banco operava através de 105 agências e 253 caixas eletrônicos.
O banco é o pai do Grupo BNB, um grupo que compreende a Sociedad Administradora de Fondos de Inversión S.A. (SAFI) do BNB (Sociedade Administrativa de Fundos de Investimento do BNB), ativo no investimento e administração de fundos, BNB Valores (BNB Stocks), uma corretora house e BNB Leasing, uma entidade de leasing.

## História

### Século XIX
O Banco Nacional de Bolívia foi concebido em 1 de setembro de 1871, por decreto, como instituição financeira concedida para a emissão de cédulas, além de oferecer serviços financeiros como depósitos e empréstimos. O banco foi estabelecido em Cobija, uma importante cidade portuária localizada no Departamento do Litoral, o único território da Bolívia com acesso à costa do Pacífico. Uma sede adicional foi estabelecida na cidade chilena de Valparaíso e, portanto, o BNB tinha dois endereços legais na época.
Desde a sua fundação, o Banco Nacional de Bolívia contribuiu para o desenvolvimento nacional em diferentes estágios de sua história. O banco começou a fornecer assistência financeira para a exploração de nitratos na região do Litoral, particularmente o guano, usado para fertilizantes e para fazer salitre para a fabricação de pólvora. O litoral boliviano foi posteriormente anexado pelo Chile após a Guerra do Pacífico. Durante a guerra, o banco emprestou Bs. 600.000 ao governo da Bolívia, em um esforço para maximizar a mobilização do exército boliviano na guerra. Após a perda do Litoral boliviano, o banco mudou sua sede para a cidade de Sucre, onde realizou sua primeira reunião do conselho de administração. Nos anos seguintes, o banco expandiu sua rede para as cidades de Tarija, La Paz, Cochabamba, Oruro, Potosí e Santa Cruz da Serra.

### Século XX

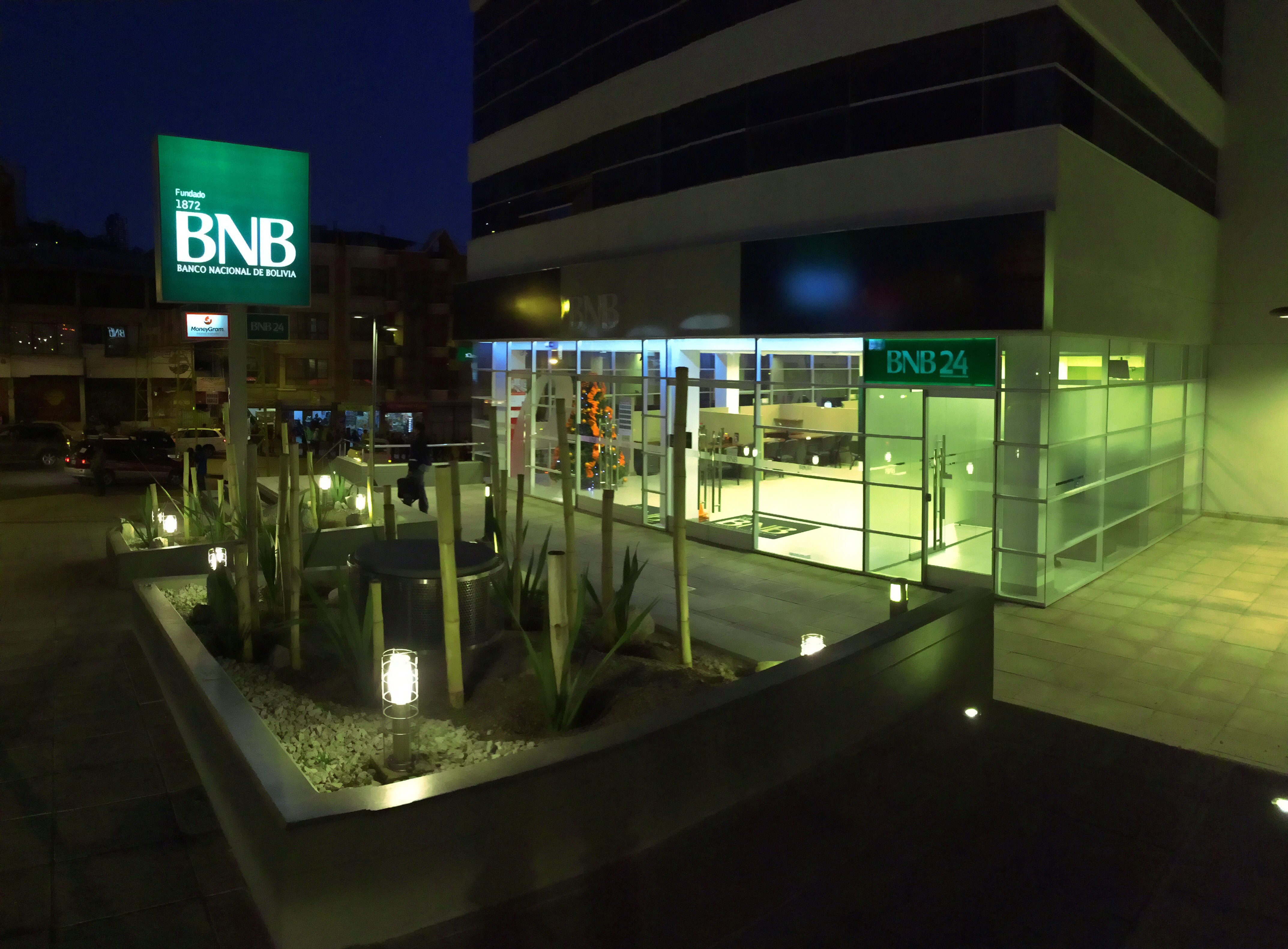
Uma filial do BNB em La Paz, Bolívia.

O Banco Nacional de Bolívia emitiu suas próprias notas a uma taxa de 150% do seu capital desde a sua fundação. Em 14 de janeiro de 1914, o Banco Central da Bolívia foi estabelecido pelo governo, tornando-se a única autoridade monetária do país. Apesar de um banco central ter sido estabelecido, o Banco Nacional de Bolívia continuou a oferecer assistência financeira significativa ao governo. Em 1903, o BNB emprestou Bs. 150.000 para o Estado, a fim de financiar a campanha boliviana do Tratado de Petrópolis e, em 1932, o banco concedeu US$ 210.000 de suas reservas estrangeiras para apoiar os esforços da Guerra do Chaco. Na década seguinte, o BNB expandiu sua rede de filiais para todos os nove departamentos da Bolívia.
A instabilidade política que continuou pelo resto do século apresentou muitos desafios ao novo sistema bancário boliviano. Após a Revolução Boliviana de 1952, o setor privado finalmente superou as dificuldades e os desafios impostos pelos regimes centrais e grupos políticos no poder. Nesse período, o Banco Nacional de Bolívia experimentou um crescimento considerável e, em 1959, concedeu um empréstimo de crédito à Corporación Boliviana de Desarrollo (Corporação Boliviana de Desenvolvimento).
Em 1993, o Banco Nacional de Bolívia criou sua primeira divisão: "Nacional de Valores S.A.". É a primeira divisão de corretagem do banco. Mais tarde, em 2005, foi renomeada para BNB Valores S.A. (BNB Stocks).
Em 1997, o Banco Nacional de Bolívia criou sua segunda divisão: "Nacional SAFI S.A.". A divisão fornece serviços de gerenciamento de investimentos. Mais tarde, em 2000, foi renomeada para Sociedad Administradora de Fondos de Inversión S.A. (SAFI) do BNB (Sociedade Administrativa de Fundos de Investimento do BNB).

### Século XXI
O Banco Nacional de Bolívia se tornou um dos maiores bancos da Bolívia. Atualmente, é o segundo maior banco da Bolívia em ativos. O BNB é uma instituição financeira de serviço completo que fornece uma ampla gama de produtos e serviços financeiros a uma base diversificada de clientes individuais e corporativos em todos os nove departamentos da Bolívia, incluindo contas de poupança, cartões de crédito, hipotecas, empréstimos comerciais e gestão de investimentos. O banco opera uma rede de 105 agências e 253 caixas eletrônicos em todo o país.
Em 2009, o Banco Nacional de Bolívia criou sua terceira divisão: BNB Leasing, uma entidade de leasing que oferece serviços financeiros como hipotecas, aluguel de máquinas e equipamentos de construção e aluguel de carros.
É também o único banco boliviano que possui uma subsidiária fora da Bolívia, especificamente no Peru.

## Operações

### Consumidor

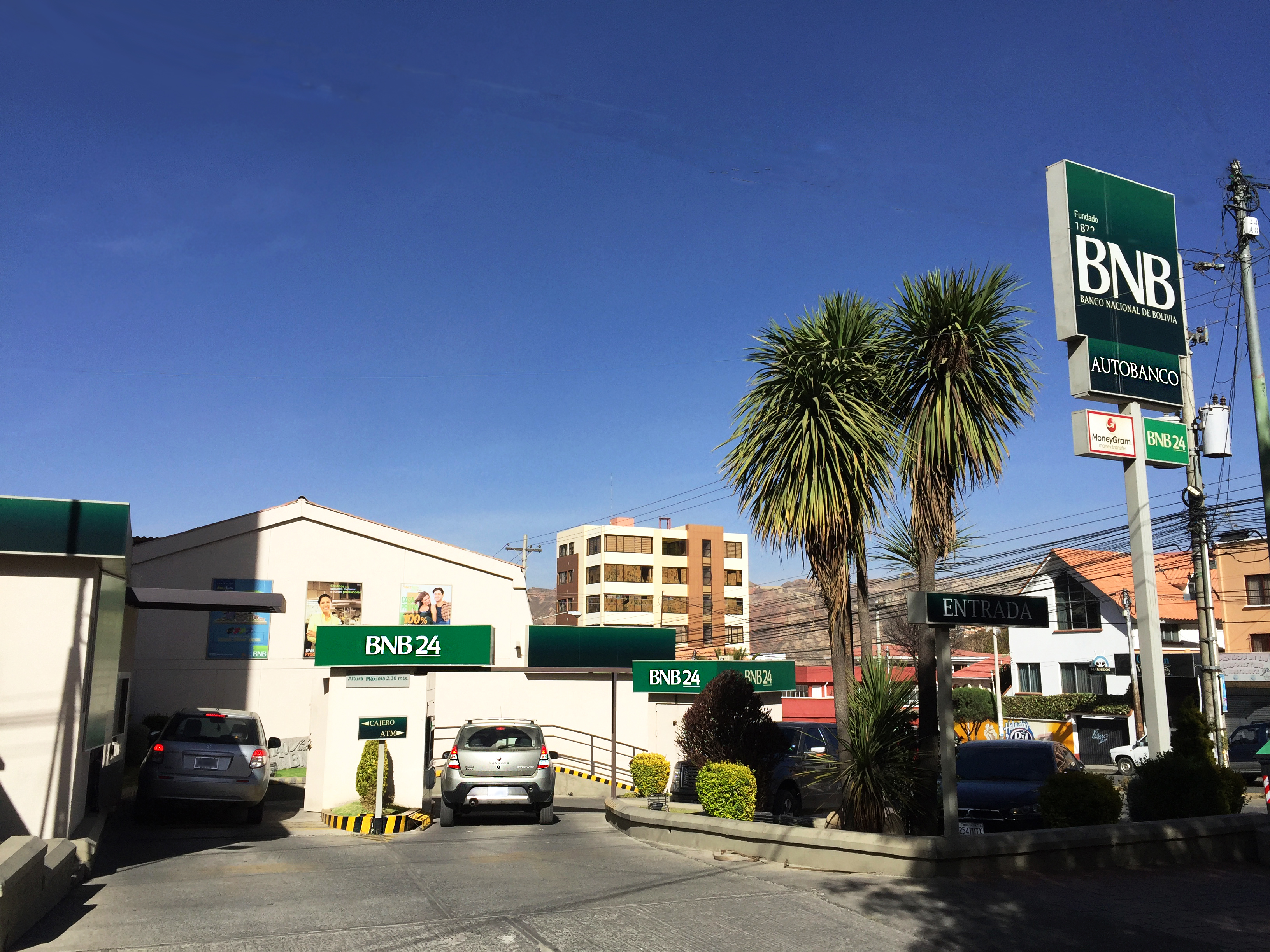
Filial drive-through do BNB em La Paz

O Consumer Banking é a maior divisão da empresa e fornece uma ampla gama de serviços financeiros para consumidores e pequenas empresas. A rede bancária de consumidores do BNB inclui mais de 100 agências e mais de 250 caixas eletrônicos em toda a Bolívia:
- Certificados de depósito/depósitos a prazo: Desenvolvido e comercializado como DPF Rentable, é um CD em Bolivianos com taxas de juros de 4,5%, ponderado para pagar por um período de cinco anos.[15]
- Mobile Banking: o BNB lançou seu aplicativo móvel Banca Móvil del BNB para sistemas operacionais iOS e Android. Ele permite que os clientes do BNB realizem várias transações financeiras por meio de seus dispositivos móveis, além de ver consultas e extratos de saldo.[16]
- Cartões de crédito: o BNB emite cartões de crédito Visa e MasterCard para compras e compras on-line.
- Microfinanças: Desenvolvido e comercializado como "Banca MyPE", é um negócio corporativo projetado para conceder empréstimos para atividades comerciais a pequenas empresas.[17]
- Empréstimos hipotecários
- Contas de poupança

#### Cartões de crédito BNB/AAdvantage
O Banco Nacional de Bolívia e a American Airlines realizaram uma promoção compartilhada chamada "One Day Sale AA", na qual os titulares de cartões podem usufruir de um desconto único de 20% nos preços dos bilhetes pagos com cartão de crédito BNB/AAdvantage. Além disso, os titulares do cartão podem ganhar uma milha para cada dólar americano (ou equivalente na moeda local) na compra de cartões. A American Airlines é a única companhia aérea dos EUA que oferece voos diretos para a Bolívia.

### Corporativo
O Banco Nacional de Bolívia oferece uma ampla gama de serviços bancários corporativos, incluindo:
- Assessoria financeira
- Contas de interesse comercial
- Financiamento de Equipamentos
- Locação de automóveis

### Investimento
A Sociedad Administradora de Fondos de Inversión S.A. (SAFI) do BNB (Sociedade Administrativa de Fundos de Investimento do BNB) é a principal divisão do BNB ativa no investimento e administração de fundos. É a entidade líder na gestão de fundos de investimento na Bolívia com uma participação de mercado superior a 30% e, portanto, a maior empresa de gestão de investimentos da Bolívia. O BNB SAFI gerencia um portfólio de mais de US$ 240 milhões em investimentos.